# Csajos hármas
A Csajos hármas (eredeti cím: Super Fun Night) 2013-ban bemutatott amerikai televíziós vígjátéksorozat Rebel Wilson főszereplésével, aki a sorozat alkotója is volt, és a produceri feladatokból is részt vállalt. 
Az Amerikai Egyesült Államokban az ABC sugározta 2013. október 2. és 2014. február 19. között. Magyarországon az RTL Klub mutatta be 2017. december 16-án.

## Szereplők
| Színész         | Szerep              | Magyar hang           |
| --------------- | ------------------- | --------------------- |
| Rebel Wilson    | Kimmie Boubier      | Kokas Piroska         |
| Kate Jenkinson  | Kendall Quinn       | Mohácsi Nóra          |
| Lauren Ash      | Marika              | Sági Tímea            |
| Liza Lapira     | Helen-Alice         | Roatis Andrea         |
| Kevin Bishop    | Richard Royce       | Moser Károly          |
| Paul Rust       | Benji               | Szűcs Péter Pál       |
| Nate Torrence   | James               | Seszták Szabolcs      |
| Dan Ahdoot      | Ruby                | Fekete Zoltán         |
| John Gemberling | Dan                 | Gubányi György István |
| Ravi Patel      | Alexander Rosenhoff | Gyurin Zsolt          |

## Epizódok
| #   | Cím                                              | Rendező          | Író                              | Premier                               | Nézettség   | Gyártási szám |
| --- | ------------------------------------------------ | ---------------- | -------------------------------- | ------------------------------------- | ----------- | ------------- |
| 1.  | Lámpaláz (Anything for Love)                     | Alex Hardcastle  | John Riggi                       | 2013. október 2. 2017. december 16.   | 8,23 millió | 2J6952        |
| 2.  | Tripla randi (Three Men and a Boubier)           | Jeffrey Walker   | Brent Forrester                  | 2013. október 9. 2017. december 20.   | 6,64 millió | 2J6953        |
| 3.  | Jelmezháború (Chick or Treat)                    | Stuart McDonald  | Rebel Wilson                     | 2013. október 16. 2017. december 22.  | 5,95 millió | 2J6955        |
| 4.  | Kínos szitu (Engagement Party)                   | John Riggi       | Robin Schiff                     | 2013. október 23. 2017. december 23.  | 5,79 millió | 2J6956        |
| 5.  | Rajongók klubja (Go with Glorg)                  | Rodman Flender   | Hannah Friedman                  | 2013. október 30. 2017. december 26.  | 5,17 millió | 2J6958        |
| 6.  | Pasivadászat kezdőknek (The Love Lioness)        | Stuart McDonald  | Jen Braeden                      | 2013. november 13. 2017. december 26. | 5,84 millió | 2J6957        |
| 7.  | Majdnem vakrandi (The Set Up)                    | Ken Marino       | Christina Lee, Michael Showalter | 2013. november 20. 2017. december 26. | 5,52 millió | 2J6960        |
| 8.  | Régi emlékek (Pilot)                             | John Riggi       | Rebel Wilson                     | 2013. december 4. 2017. december 27.  | 4,77 millió | 296838        |
| 9.  | Kilátástalan helyzet (Merry Super Fun Christmas) | Christine Gernon | Steve Rubinshteyn                | 2013. december 11. 2017. december 27. | 5,37 millió | 2J6959        |
| 10. | A küldetés (Li'l Big Kim)                        | Eyal Gordin      | Dan Hernandez, Benji Samit       | 2014. január 8. 2017. december 30.    | 4,87 millió | 2J6961        |
| 11. | Amatőr vacsoraparti (Dinner Party)               | Fred Savage      | Jen Braeden                      | 2014. január 8. 2017. december 30.    | 4,68 millió | 2J6962        |
| 12. | Civakodók (Hostile Makeover)                     | Elliott Hegarty  | John Riggi                       | 2014. január 15. 2017. december 30.   | 4,44 millió | 2J6963        |
| 13. | Kenyértörés (Let the Games Begin)                | Jamie Babbit     | Brent Forrester                  | 2014. január 22. 2017. december 30.   | 4,83 millió | 2J6964        |
| 14. | Rossz társaság (Lucindervention)                 | Stuart McDonald  | Christina Lee, Michael Showalter | 2014. január 29. 2017. december 31.   | 3,82 millió | 2J6965        |
| 15. | Sütibál (Cookie Prom)                            | Joe Nussbaum     | Dan Hernandez, Ben Samit         | 2014. február 5. 2017. december 30.   | 4,60 millió | 2J6954        |
| 16. | Füstbe ment tervek (Lesbihonest)                 | Ken Marino       | Rebel Wilson                     | 2014. február 12. 2018. január 1.     | 3,42 millió | 2J6966        |
| 17. | Végszó: szerelem (...Till the Fat Lady Sings)    | Stuart McDonald  | John Riggi                       | 2014. február 19. 2018. január 4.     | 2,67 millió | 2J6967        |

## Díjak és jelölések
| Év   | Díj                    | Kategória                   | Jelölt        | Eredmény |
| ---- | ---------------------- | --------------------------- | ------------- | -------- |
| 2014 | People’s Choice Awards | Az év vígjátéka             | Csajos hármas | Elnyerte |
| 2014 | People’s Choice Awards | Az év új tévés színésznője  | Rebel Wilson  | Jelölve  |
| 2014 | POPrepublic.tv Awards  | Az év nemzetközi tévéműsora | Csajos hármas | Jelölve  |